# Терапија реконвалесцентном плазмом
Терапија реконвалесцентном плазмом (ТРП)  је трансфузија крвне плазме (узеете од особа који су се опоравили од болести)  другим оболелим особама како би се брже и успешније опоравиле. У крви особа које су се опоравили од ковида 19 утврђено је постојање  антитела на вирус који узрокује болест. Пре трансфизије донирана крв се обрађује како би се уклонила крвна зрнца, остављајући иза себе течност (плазму) и антитела у њој. Овако добијена крвнацплазма може се давати особама са ковидом 19 како би се повећала њихова способност да се боре против вируса.

## Препоруке

### Америчке агенције за храну
Америчка агенција за храну и лекове (ФДА) издала је  по хитном поступку дозволу медицинским радницима да почну са применом терапије реконвалесцентном  плазмом са високим нивоом антитела за лечење:  хоспитализованих пацијената оболелих од ковида 19 који су:
- раној фази болести,
- са ослабљен имунски систем.[2]

Ову препоруку ФДА је далан основу података о  5.000 трансфузија изведених у Сједињеним Америчким Државама, као део акционог оквира ФДА, у којима се наводи да су ове трансфузије код хоспитализованих пацијента имале висок степен сигурности.
Прелиминарни извештај о 39 лечених пацијената у болници Маунт Синај у Њујорку, такође извештава о позитивном ефекту реконвалесцентне плазме код неинтубираних пацијената.

### Светске здравствене организација
За пацијенте са ковидом 19 који нису тешки, Светска здравствена организација не препоручује његову употребу, и предлаже да се ТРП користи само у клиничким испитивањима за тешке и критичне пацијенте са ковидом 19.

## Карактеристике
Реконвалесцентна плазма или конвалесцентна плазма (која се назива и имунолошка или хиперимуна плазма) је слична стандардној свеже смрзнутој плазми (ФФП). Главне разлика у односу на друге производе од плазме је у томе што се ова плазма добија из крви реконвалесцентна даваоци који су излечени од одређене инфекције и садрже антитела на патоген довољног титра и биолошка активност да обезбеди пасивни имунитет код прималац.
Реконвалесцентна плазма се може одмах пренети примаоцу или се може замрзнути и каснија применити. Користи се као стандардна трансфузија плазме; и обично се даје у једној или две јединице.
Оптималне карактеристике реконвалесцентне плазме су:
- довољан титар одговарајућих антитела,
- недостатак инфективних агенаса,
- доказана сигурност и ефикасност када се користи за одређено стање

## Механизам деловања
Реконвалесцентна плазма може да обезбеди пасивни имунитет у облику неутрализујућих антитела (и/или других имуних медијатора) усмерених против заразног патогена.
Антитела повезана са вирусом могу потенцијално смањити улазак вируса у ћелије и  повећати ослобађање вируса кроз фагоцитозу зависну од антитела или ћелијску токсичност зависно од антитела; механизам тешког акутног респираторног синдрома од САРС КоВ-2 није утврђен.
Особе које раније нису биле изложене или вакцинисане против патогена требаће две до три недеље да развију одговор антитела. Створена антитела имају потенцијал да:
- спрече болест
- скрате трајање или тежину болести,
- спрече озбиљне или по живот опасне компликације.[7]

## Поступак лечења
Пре почетка терапије лекар ће наручити реконвалесцентну плазму која је компатибилна са  крвном групом пацијента од од локалног снабдевача крви у болници.

### Пре поступка
Пре терапије реконвалесцентном  плазмом  здравствени тим  припрема пацијента за процедуру. Члан здравственог тима убацује стерилну иглу (канилу) за једнократну употребу спојену на цев (интравенска или ИВ, линију) у вену на једној од руку на најповољнијој локацији.

### Током поступка
Када плазма стигне, стерилна кеса плазме се причвршћује за епрувету у коју капље плазма из кесе, а затим преко цевчице и игле у крвни суд пацијента.
Цео поступак траје око 1 до 2 часа.

### После поступка
После давања крвне плазме пацијент се  пажљиво прати, а лекар бележи одговор на лечење.
Колико дуго пацијент треба да остане у болници након ове терапије  и да ли су потребне друге терапије, накнадно ће одредити лекар.

## Нежењена дејства
Крв која се данас користила за лечење многих стања обично је веома безбедно. Ризик од добијања ковида 19 из реконвалесцентне плазме још није тестиран. Али истраживачи верују да је ризик низак јер су се донатори у потпуности опоравили од инфекције.
Од могућих ризика, на основу досадашњег искуства наводе се:
- алергијске реакције,
- оштећење плућа и отежано дисање (диспнеја)
- инфекције као што су ХИВ и хепатитис Б и хепатитис Ц

Ризик од таквих инфекција је низак, јер донирана крв мора бити тестирана и безбедна.  Ипак терапија реконвалесцентном плазмом у мањем броју случајева може код неких пацијената изазвати благе компликације, а код неких и тешке или по живот опасне компликације.

## Резултати клиничких испитивања
Подаци из неколико клиничких испитивања, студија и националног програма приступа у САД сугеришу да реконвалесцентна плазма са високим нивоима антитела може да умањи тежину или скрати трајање ковида 19 код неких болесника када се даје у раној фази болести или код оних са ослабљеним имунолошким системом. Међутим, потребно је спровести много више истраживања да би се са великом поузданошћу утврдило да ли ће терапија реконвалесцентном плазмом  бити ефикасан третман за ковид 19,

## Став СЗО
Према ставу СЗО тренутни докази показују да плазма реконвалесцента не побољшава преживљавање нити смањује потребу за механичком вентилацијом, док има значајне трошкове, што је утвршђено у 16 рандомизованих контролисаних студија, укључујући 16.236 пацијената са лаком, тешком и критичном инфекцијом ковида 19.
Како докази да реконвалесцентна плазма нема користи код пацијената који нису тешки, због малог броја  случајева тешких и критично болесних пацијената укључених у истраживања, рандомизована клиничка испитивања за ове подгрупе треба  наставити став је СЗО од 7. децембра 2021. године.